# Ramón Reyes
Ramón Reyes Quijano (Ciudad de Panamá, 8 de octubre de 1937–23 de mayo de 2014) fue un jugador de baloncesto panameño.

## Trayectoria
Con la Selección de baloncesto de Panamá Compitió en el torneo masculino de los Juegos Olímpicos de Verano de 1968.